# Nahuel Bustos
Nahuel Bustos, né le 4 juillet 1998 à Córdoba en Argentine, est un footballeur argentin qui évolue au poste d'avant centre au CA Talleres.

## Biographie

### CA Talleres (2017-2020)
Natif de Córdoba en Argentine, Nahuel Bustos est formé par l'un des clubs de sa ville natale, le CA Talleres, qu'il rejoint en 2014 à 15 ans, en provenance de l'Argentino Peñarol. Le 12 juin de la même année il signe son premier contrat professionnel avec le club. Il joue son premier match en professionnel le 24 avril 2017, lors d'un match de championnat face à Godoy Cruz. Talleres remporte la partie sur le score de un but à zéro ce jour-là. Il inscrit son premier but le 22 septembre 2018 face à Vélez Sarsfield, en championnat (1-1). Le 7 octobre suivant Bustos signe son premier doublé et contribue grandement à la victoire de son équipe face au CA Belgrano (3-0).

#### Prêt à Pachuca (2019)
Bustos est prêté pour six mois au CF Pachuca, au Mexique. Il y joue huit matchs et inscrit un but.

### Retour à Talleres (2019-2020)
Après six mois à Pachuca Butsos fait son retour à Talleres, et dispute donc la saison 2019-2020 sous les couleurs de son club formateur. Il se met rapidement en évidence lors de cette saison, en donnant la victoire à Talleres face à l'un des cadors du championnat, River Plate, le 25 août 2019 au Stade Monumental (0-1).

### Transfert à Manchester City (2020-)
Étant de plus en plus médiatisé, Il attire l'œil de plusieurs clubs mais c'est à Manchester City qu'il signe finalement le 4 octobre 2020, après la prolongation du mercato à cause du Covid-19, pour 6,5 millions d'euros. 

#### Prêts (depuis 2020)
Au lendemain de son transfert à Manchester City, il est prêté au Girona FC pour une saison. Pour son premier match en Coupe du Roi, le 17 décembre 2020, il inscrit un doublé face au Gimnástica Segoviana CF (en), club de quatrième division espagnole. Il permet à son équipe de s'imposer et d'accéder au deuxième tour de la Coupe du Roi.
En janvier 2023, Nahuel Bustos est prêté au CA Talleres. Le transfert est annoncé le 27 décembre 2022 et le prêt court jusqu'en décembre 2023. Il fait ainsi son retour dans le club de ses débuts.